# Goodenia drummondii
Goodenia drummondii är en tvåhjärtbladig växtart. Goodenia drummondii ingår i släktet Goodenia och familjen Goodeniaceae.

## Underarter
Arten delas in i följande underarter:
- G. d. drummondii
- G. d. megaphylla